# Clastidium (Nevio)
Il Clastidium (Casteggio) è una tragedia (praetexta) del tragediografo e commediografo latino Gneo Nevio, iniziatore del genere stesso della praetexta. Di essa rimangono due soli frammenti, che non permettono di ricostruirne, neppure approssimativamente, la trama.
L'opera, dall'accentuato tono celebrativo e patriottico, narrava la storia della battaglia che l'esercito romano guidato dal console Marco Claudio Marcello combatté nel 222 a.C. a Clastidium, l'odierna Casteggio, contro i Galli Insubri guidati da Viridomaro. Nevio intendeva, dunque, celebrare le gloriose imprese del recente passato dell'Urbe: l'opera fu infatti rappresentata per la prima volta in occasione dei ludi triumphali tributati in onore dello stesso Marcello dopo la battaglia, o, più probabilmente, in occasione dei ludi funebri organizzati, nel 208 a.C., in occasione della morte di Marcello, che era caduto combattendo contro il cartaginese Annibale.